# Qinghai
Qinghai ([tɕʰíŋxàɪ̯]ⓘ; chiń. 青海; chiń. trad. 青海; pinyin Qīnghǎi; Wade-Giles Ch’ing-hai; tyb.: མཚོ་སྔོན་ mtsho-sngon, mong.: Köke Naγur, mandż.: Huhu Noor) – zachodnia prowincja Chińskiej Republiki Ludowej, której nazwa bierze się od rozległego, górskiego jeziora Qinghai. Jej stolicą jest Xining.
Prowincja graniczy od północnego wschodu z Gansu, od południowego wschodu z Syczuanem, od zachodu – z Tybetem i Sinciangiem. Jej tereny składają się głównie z historycznych ziem tybetańskich prowincji Amdo i Kham.
1 lipca 2006 roku została otwarta kolej tybetańska, która łączy Golmud z Lhasą, stolicą Tybetańskiego Regionu Autonomicznego.
Ludność prowincji zajmuje się hodowlą bydła, owiec, kóz, koni, wielbłądów oraz uprawą zbóż. W prowincji rozwinął się przemysł włókienniczy, mleczarski, skórzany, chemiczny, petrochemiczny oraz hutniczy.